# Marie Bouzková
Marie Bouzková (født 21. juli 1998 i Prag, Tjekkiet) er en professionel tennisspiller fra Tjekkiet.